# Nina Toussaint-White
Nina Toussaint-White (Londres, Inglaterra; 1985) es una actriz inglesa, más conocida por interpretar a Syd Chambers en EastEnders.

## Carrera
Creció en Plumstead, al Sureste de Londres, y se entrenó en la Italia Conti Academy of Theatre Arts en Clapham. Hizo su debut profesional en un episodio de 2007 de la serie Casualty, seguido por una aparición en The Bill un año más tarde.
En 2009, Toussaint-White recibió la oferta de interpretar a la enfermera Syd Chambers, el nuevo interés romántico de Bradley Branning en EastEnders, haciendo su primera aparición en febrero de 2009. Interpretó el papel hasta su marcha en octubre del mismo año. También apareció en Primeval y actuó en varias producciones teatrales, incluyendo El sueño de una noche de verano.
En las semanas posteriores a su debut en EastEnders, se reveló que había admitido consumir drogas y ser violenta en la red social MySpace. Un portavoz de la actriz dijo entonces que «era inmadura e ingenua cuando creó su perfil y que ha madurado mucho desde que usó por última vez el sitio web, y en la actualidad estaba enfocada a hacer de su carrera un éxito».
Tras su marcha de EastEnders en 2009, Toussaint-White apareció en el episodio de Doctor Who Matemos a Hitler emitido el 27 de agosto de 2011, interpretando a una encarnación anterior de River Song. En febrero de 2012 apareció como Mattie Grace en Holby City. En marzo, se anunció que aparecería junto a su excompañera de EastEnders Lacey Turner en la serie sobrenatural Switch.

## Filmografía
| Año  | Título          | Papel          | Notas                            |
| ---- | --------------- | -------------- | -------------------------------- |
| 2007 | Casualty        | Bunmi          | Episode: "Core Values"           |
| 2008 | The Bill        | Janice Pool    | Episode: "Overkill"              |
| 2009 | Primeval        | Melanie        | Episode: "3.3"                   |
| 2009 | EastEnders      | Syd Chambers   | Recurring role (41 episodes)     |
| 2011 | The Missing Day |                |                                  |
| 2011 | Doctor Who      | Mels           | Episodio: Matemos a Hitler       |
| 2011 | Comedy Showcase | Cosmetóloga    | Episodio: "The Fun Police"       |
| 2012 | Whitechapel     | Tish Petersen  | Episodio: "3.1"                  |
| 2012 | Holby City      | Matti Grace    | Episodio: "Fight the Good Fight" |
| 2012 | Scott & Bailey  | Chantelle Deen | Episodio: "2.7"                  |
| 2012 | Switch          | Jude Thomas    | Protagonista (6 episodios)       |
| 2023 | Kandahar        | TBA            |                                  |